# مترسک (مارول کمیکس)
این مقاله پیرامون مترسک مارول کمیکس است. برای ابرتبه‌کار دی‌سی کامیکس، به مترسک و برای ابرتبه‌کار دیگر مارول کمیکس با همین نام، به مرد کاهی بنگرید.
مترسک (به انگلیسی: Scarecrow) (ابنزر لفتون) یک شخصیت تخیلی و ابرتبه‌کارانه در کتاب‌های کامیک می‌باشد. این کاراکتر به دست استن لی و جک کربی خلق شده و در قصه‌های در حال تعلیق شماره ۵۱ام (مارس ۱۹۶۴) معرفی شد.
وی همچنین عضو گروه‌های خلافکارانه‌ای چون مجا و نابودکنندگان است.
جدا از کتاب‌های کامیک، شرکت مارول از مترسک در دیگر کالاهای خود از جمله پوشاک، اسباب‌بازی، ورق بازی، انیمیشن‌های تلویزیونی و بازی‌های رایانه‌ای استفاده کرده است.